# Bogdan Zaborski
Bogdan Zaborski (ur. 5 kwietnia 1901 w Warszawie, zm. 22 lutego 1985 w Ottawie) – polski geograf, profesor Uniwersytetu Warszawskiego i uczelni w Kanadzie. Specjalista antropogeografii, geografii fizycznej i geomorfologii, geografii osadnictwa i ludności, geografii historycznej i etnografii.

## Życiorys
Od października 1933 docent Uniwersytetu Warszawskiego. Jako docent UJ został mianowany profesorem nadzwyczajnym antropogeografii na Wydziale Humanistycznym Uniwersytetu Józefa Piłsudskiego w Warszawie z dniem 10 września 1938. Od tego czasu kierownik Zakładu Antropogeografii.
Na stopień podporucznika został mianowany ze starszeństwem z 1 stycznia 1932 w korpusie oficerów rezerwy artylerii. W 1934 pozostawał w ewidencji Powiatowej Komendy Uzupełnień Kraków Miasto. Posiadał przydział do 5 pułku artylerii ciężkiej w Krakowie. Na porucznika rezerwy został awansowany ze starszeństwem z 1 stycznia 1937 i 1. lokatą w korpusie oficerów geografów.
19 września 1939 został przydzielony do Oddziału Służby Geograficznej przy Dowództwie Grupy Obrony Lwowa. Po kapitulacji załogi Lwowa uniknął niewoli i opuścił kraj.
Od 1948 profesor McGill University w Montrealu, od 1957 profesor Uniwersytetu Ottawy, od 1966 — Sir George Williams University w Montrealu. Członek założyciel Polskiego Towarzystwa Naukowego na Obczyźnie.

## Niektóre prace
- Analiza morfometryczna rzeźby terenu niżowego, w: Wiadomości Służby Geograficznej 1931, z. 3. Kraków 1931.
- O kształtach wsi w Polsce i ich rozmieszczeniu, Kraków 1926 wyd. Polska Akademia Umiejętności,
- Wyżyny krasowe francuskiego masywu Centralnego Causse Méjean et Causse Noir w: Przegląd Geograficzny t. 10 Warszawa 1930.
- Zarys morfologji północnych Kaszub : (powiat morski), Toruń 1933.
- Antropogeografia (z Antonim Wrzoskiem) w: Wielka Geografia Powszechna, Trzaska, Evert i Michalski, Warszawa 1937.
- Uwagi o typach planów wsi na Pomorzu (1934).
- Rozmieszczenie ludności według języka i wyznania w środkowej i wschodniej części Karpat (1938).
- Atlas of landscapes and settlements of Eastern Canada, s. 610, Montreal 1972, wyd. Sir George Williams University.
- Über Dorfformen in Polen und Ihre Verbreitung, Breslau 1930.